# Montesilvano
Montesilvano è un comune italiano di 53 570 abitanti della provincia di Pescara in Abruzzo. Situato a nord di Pescara, con cui confina e forma un unico agglomerato urbano, è diviso in Montesilvano Colle, il centro storico in cui sono presenti resti degli antichi edifici medievali, e Montesilvano Marina, centro città e sede del comune. È il secondo comune più popoloso della provincia e il terzo della regione.

## Geografia fisica

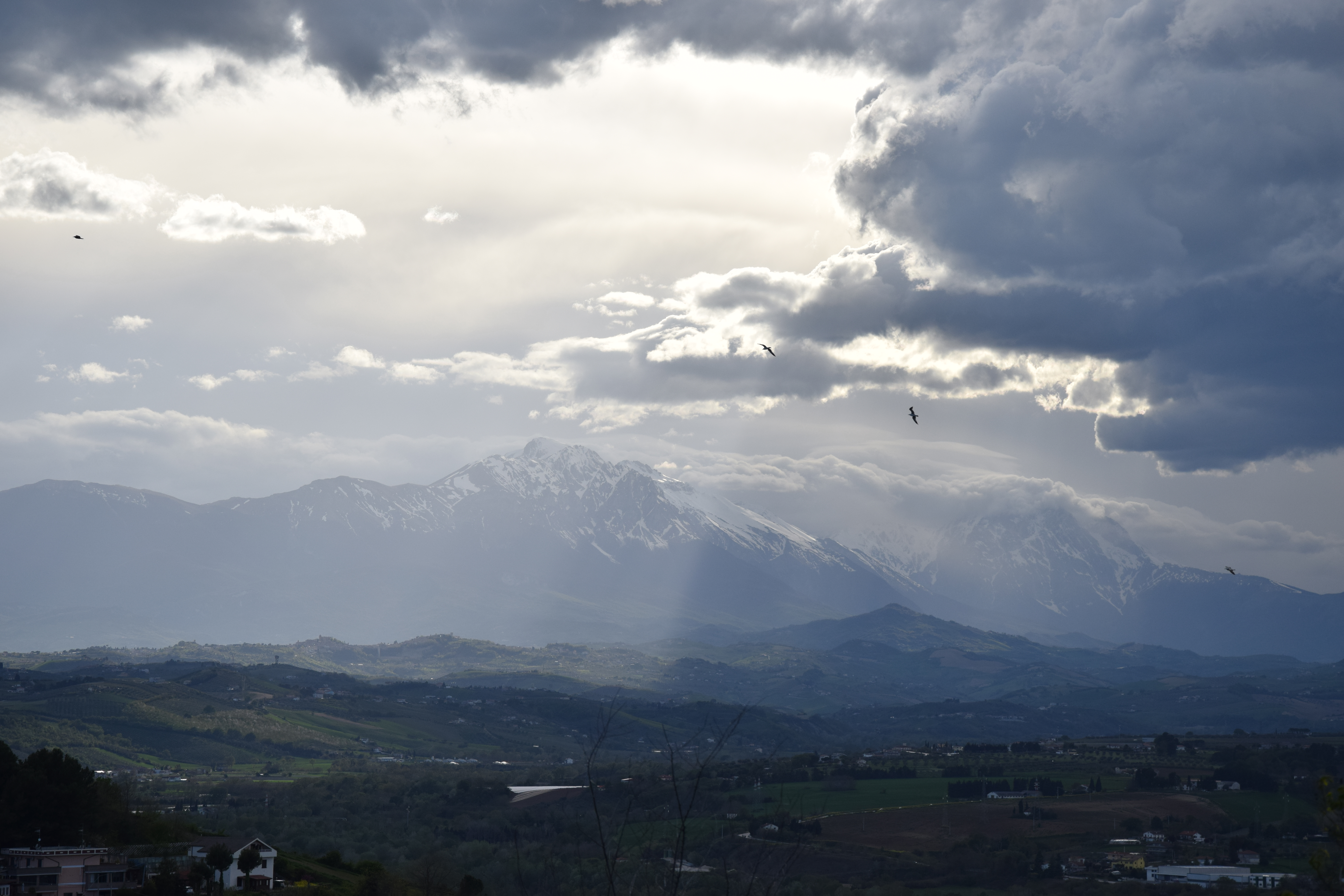
Il Gran Sasso visto da Montesilvano Colle

### Territorio
Situata sul mare Adriatico, confina a nord-ovest con Città Sant'Angelo, a sud-ovest con Cappelle sul Tavo e a sud con Pescara e Spoltore. La città sorge nelle zone pianeggianti del lungomare e nel versante meridionale della valle del Saline, disegnando una L all'interno della quale vi è la zona collinare del centro storico. Il territorio comunale rientra nell'unità strutturale dell'avanfossa appenninica, bacino formatosi tramite l'orogenesi appenninica a partire dal Miocene. L'area della valle del fiume Saline, in particolare, è composta da depositi alluvionali terrazzati disposti su un substrato marino plio-pleistocenico.

### Clima
In base alla media trentennale di riferimento 1961-1990, la temperatura media del mese più freddo, gennaio, si attesta a +7,0 °C; quella del mese più caldo, agosto, è di +22,8 °C.
| MONTESILVANO                       | Mesi | Mesi | Mesi | Mesi | Mesi | Mesi | Mesi | Mesi | Mesi | Mesi | Mesi | Mesi | Stagioni | Stagioni | Stagioni | Stagioni | Anno |
| MONTESILVANO                       | Gen  | Feb  | Mar  | Apr  | Mag  | Giu  | Lug  | Ago  | Set  | Ott  | Nov  | Dic  | Inv      | Pri      | Est      | Aut      | Anno |
| ---------------------------------- | ---- | ---- | ---- | ---- | ---- | ---- | ---- | ---- | ---- | ---- | ---- | ---- | -------- | -------- | -------- | -------- | ---- |
| T. max. media (°C)                 | 12,7 | 13,6 | 15,9 | 17,8 | 22,1 | 25,8 | 28,6 | 28,9 | 26,6 | 21,8 | 16,7 | 13,6 | 13,3     | 18,6     | 27,8     | 21,7     | 20,3 |
| T. min. media (°C)                 | 3,3  | 4,0  | 5,5  | 7,1  | 10,9 | 14,2 | 16,5 | 16,8 | 14,9 | 11,4 | 6,9  | 4,5  | 3,9      | 7,8      | 15,8     | 11,1     | 9,7  |
| Eliofania assoluta (ore al giorno) | 3,6  | 4,3  | 4,8  | 6,0  | 7,3  | 9,4  | 10,0 | 9,1  | 7,8  | 5,9  | 4,1  | 3,7  | 3,9      | 6,0      | 9,5      | 5,9      | 6,3  |

## Origini del nome
Il toponimo è composto dai termini "monte" e "silvano", quest'ultimo proveniente dal latino Silvanus inteso come antroponimo dell'antica divinità Silvanus.

## Storia

### Dall'antichità all'età moderna

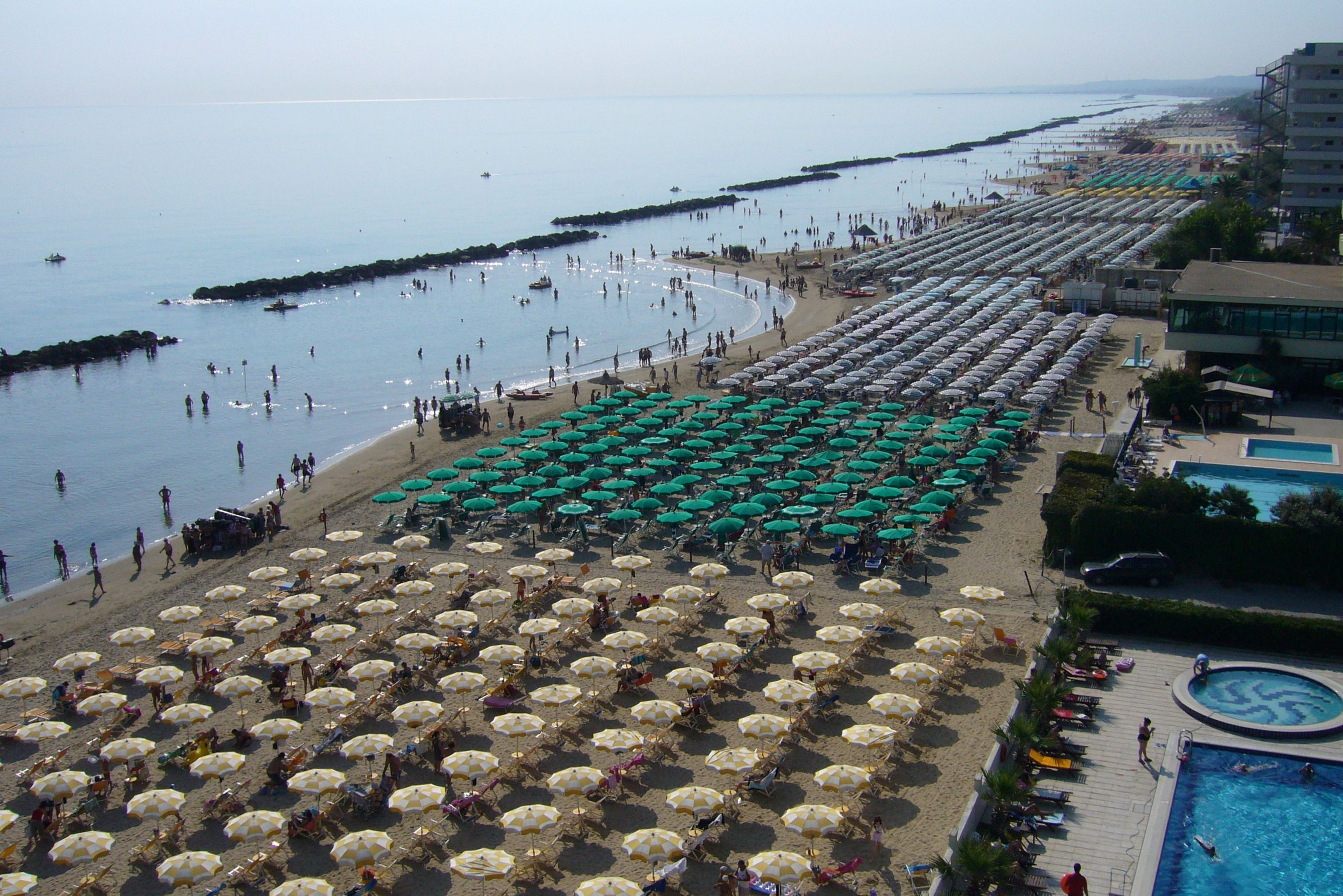
La spiaggia del quartiere Grandi alberghi

Le prime tracce di popolamento sono relative a un abitato italico su un'altura nei pressi della frazione Santa Venere. Tracce dell'insediamento, ancora popolato in età romana, sono infatti emerse lungo un antico asse viario che collegava questa zona collinare di Montesilvano con l'antico abitato italico pescarese del Colle del Telegrafo. Nel quartiere Villa Carmine, nella pianeggiante valle del Saline, esisteva in età repubblicana (già dal III secolo a.C. o, più probabilmente, II secolo a.C.) un tempio dedicato a Giove. Nell'insediamento vi era anche una delle diverse fornaci romane dell'area pescarese e diverse ville romane sono state rinvenute nelle località San Giovanni e Collevento: la presenza di quattro prediali attestati in questo territorio da fonti altomedievali suggerisce una certa articolazione dell'abitato..
Quest'area conobbe prosperità economica grazie alla presenza delle saline, il cui prodotto veniva inviato a Roma: il villaggio alle pendici delle colline, il pagus vestino noto in fase tardo imperiale come Statio ad Salinas, era caratterizzato dal tempio dedicato in origine al dio Silvanus e successivamente a Giove. I romani conquistarono in età repubblicana (III-II secolo a.C.) il piccolo insediamento in seguito alla vittoria sul popolo Vestino e gli altri popoli italici coinvolti nella guerra sociale, ed introdussero le nuove usanze e ritualità della romanizzazione.
Successivamente alla caduta dell'Impero romano d'Occidente si persero le tracce dell'insediamento, che riappare alla storia nell'anno 872: i numerosi e difficilmente localizzabili insediamenti sparsi che popolavano il territorio montesilvanese sono infatti citati nel Chronicon Casauriense, che già a partire dal X secolo si riferisce ad esso come Mons Selbani, per poi riapparire nel 1175 come Castellum Montis Silvani, tra le proprietà del vescovo di Chieti. Nei secoli successivi il borgo, oggetto di numerose permute e riscatti, seguì le sorti del Regno di Napoli, passando prima agli Angioini e poi, nel XV secolo, agli Aragonesi, che lo concessero in feudo a vari signori locali e stranieri, fra cui Manfredino Giovanni di Michele di Valenza, che lo acquistò per 5 500 ducati.

### Età contemporanea

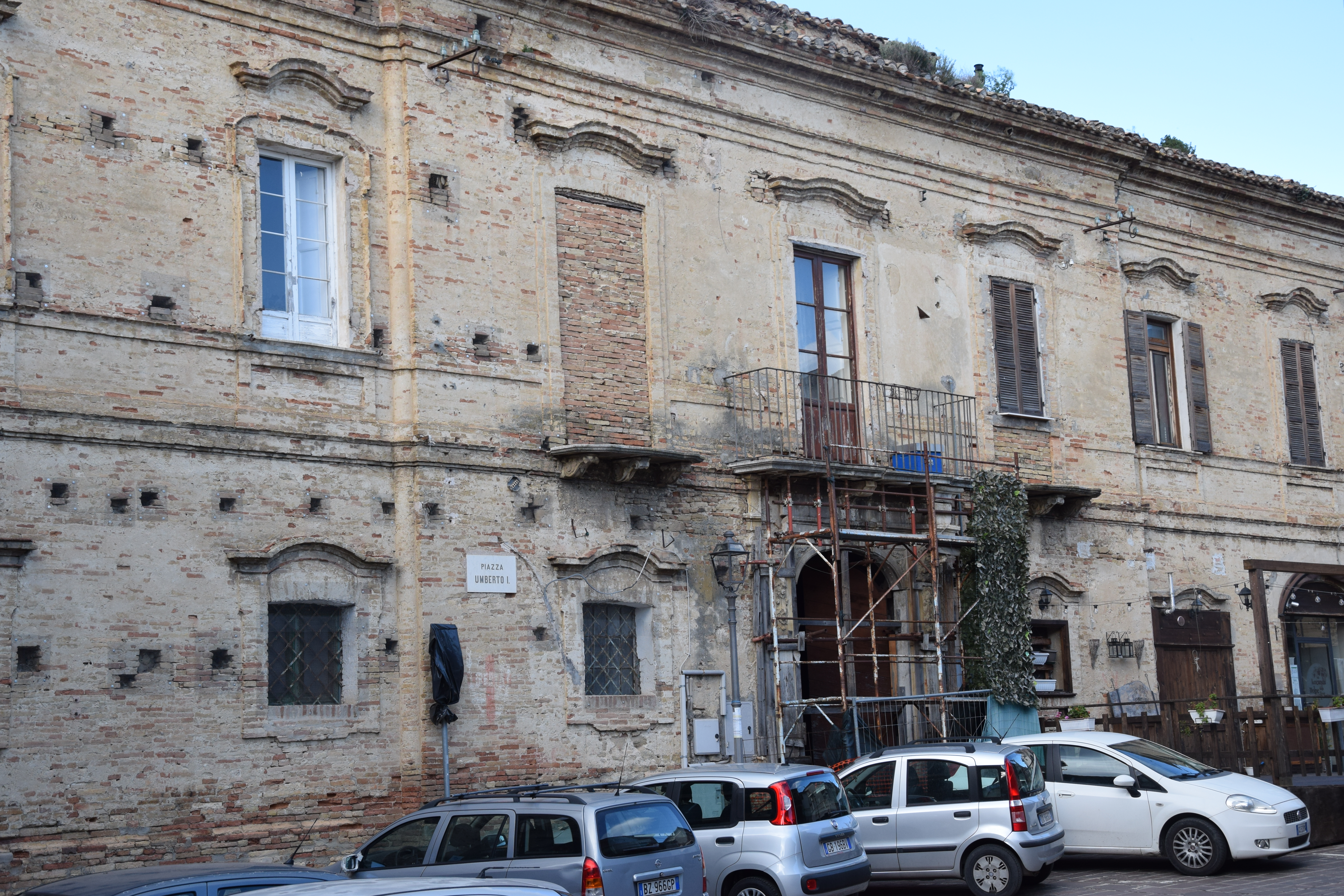
Palazzo Delfico, sede comunale presso Montesilvano Colle fino al 1926

#### Dall'unità italiana alla Seconda guerra mondiale
Dopo la breve parentesi napoleonica, nel 1815 il Regno passò in mano ai Borbone. Negli anni 1820 e 1830 alcuni cittadini aderirono alla Carboneria e, attorno alla metà di quello stesso secolo fu aggregato al comune il paese di Cappelle sul Tavo. Nel 1861 la cittadina, insieme al resto della regione, venne annessa al nascente Regno d'Italia.
L'arrivo già nel 1863 della ferrovia Adriatica darà il via allo sviluppo delle zone pianeggianti litoranee e della valle del Saline, fino ad allora inospitali zone malariche; gli anni di formazione della contrada marina non furono semplici, come descritto in relazioni ufficiali del Regno degli anni 1850, con il paese, indicato come "tristo villaggio", isolato tra le colline e privo di vie di comunicazione, funestato da malattie endemiche e con una vita media che non superava i quarant'anni. Un primo insediamento andò coagulandosi intorno alla costruenda stazione ferroviaria di Montesilvano nel 1863, attorno alla quale si concentrò lo sviluppo del nuovo abitato. Fu lo scalo ferroviario infatti a decretare lo sviluppo della contrada, che più tardi verrà chiamata Montesilvano marina o Montesilvano spiaggia, soppiantando la denominazione preunitaria di contrada "Saline-Mazzocco". Alla stazione della linea Adriatica si aggiunsero, dal 1929 al 1963, quelle della ferrovia a scartamento ridotto Pescara-Penne.
Nel 1904 Cappelle sul Tavo si distaccò da Montesilvano, diventando un comune a sé stante, mentre nel 1922 anche la contrada marina diventò per breve tempo comune autonomo con il nome Montesilvano marina, distaccandosi dal colle; già nel 1928 i due comuni montesilvanesi, nel frattempo passati dalla provincia di Teramo a quella di Pescara, saranno però riuniti anche in seguito a un assalto squadrista dei fascisti locali alla sede comunale di Montesilvano colle, dove registri e arredi vennero trafugati e trasferiti in una nuova sede nei pressi della stazione ferroviaria nel 1926, e la sede del municipio fu definitivamente trasferita dal colle alla marina poco tempo dopo.

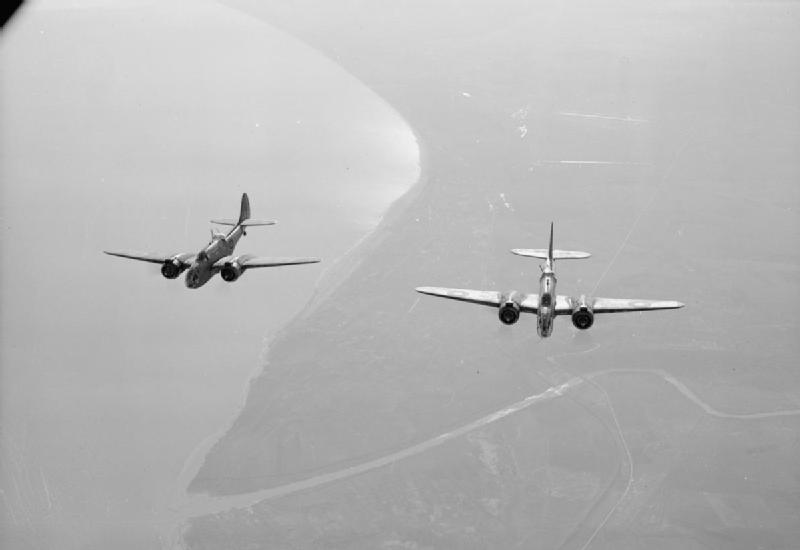
Bombardieri Martin 187 Baltimore della RAF alla foce del Biferno diretti ad attaccare la stazione di Montesilvano nel settembre del 1943.

Nel 1908 Vittorio Emanuele III, in transito a Montesilvano, fece sosta nel quartiere Colonnetta e secondo alcune ricostruzioni per commemorare l'avvenimento il cippo stradale ivi presente che dà il nome al quartiere ed eretto in occasione della costruzione della via Vestina nel 1842, fu decorato con il fregio sabaudo.
I'11 e 12 ottobre 1943, durante la seconda guerra mondiale, la stazione ferroviaria venne bombardata dagli alleati che colpirono anche vagoni merci carichi di mine anticarro in sosta nello scalo, e la conseguente esplosione a catena dei numerosi ordigni causò gravi distruzioni in tutta la zona circostante.

#### Dal secondo dopoguerra al nuovo millennio
Lo sviluppo urbano, alimentato nel secondo dopoguerra da un virogoso flusso migratorio proveniente dall'interno regionale, fu in massima parte caotico e sregolato, e scandito dall'aggressione edilizia degli anni 1970 e 1980, tuttavia la veloce crescita favorì anche un rapido sviluppo economico e sociale, e la città andò specializzandosi in un'economia turistica, con numerosi insediamenti alberghieri e commerciali, e lo sfruttamento estivo delle estese spiagge. 

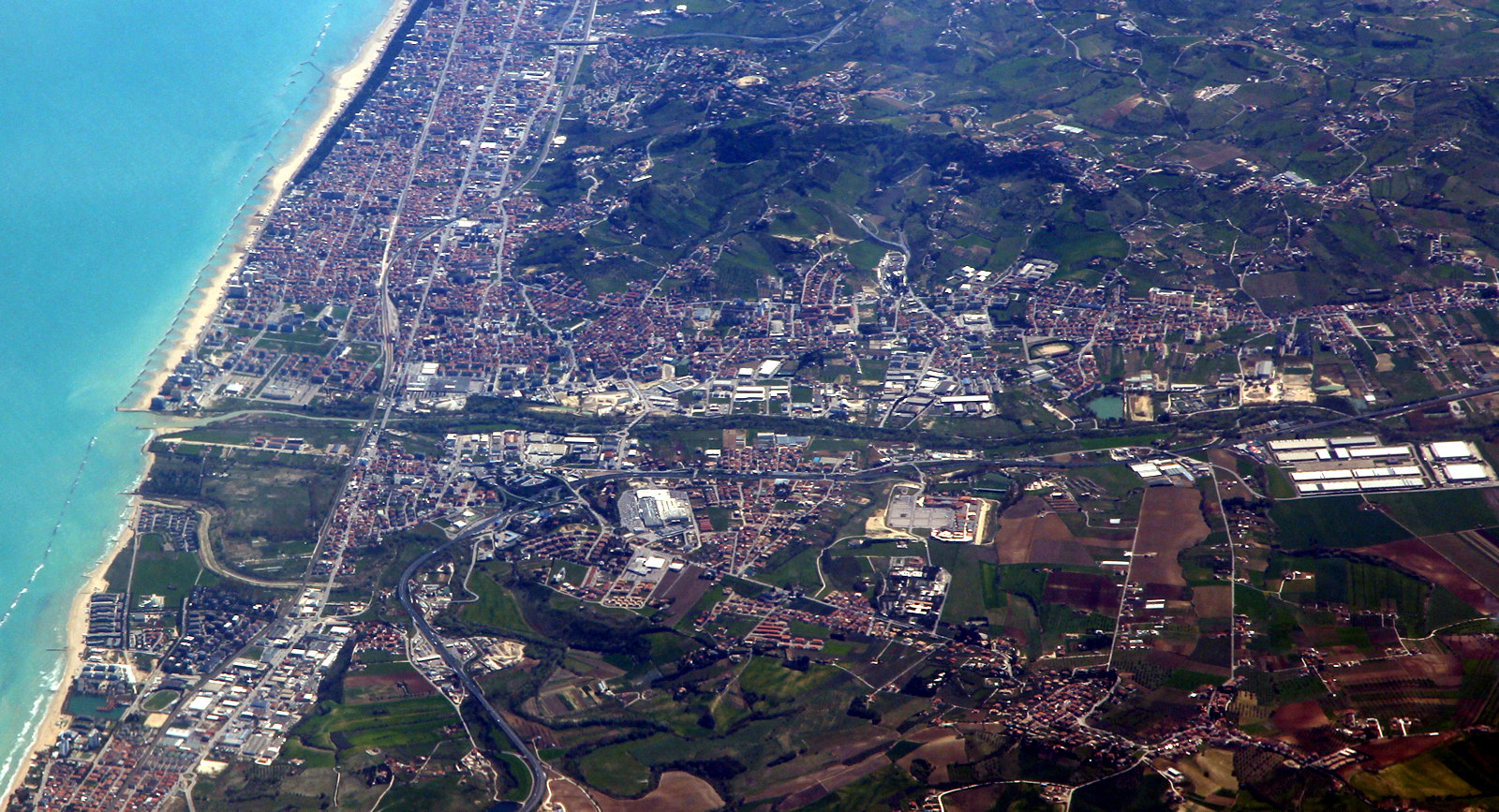
La città vista dall'alto

La città, passata dai circa 7 300 abitanti del 1951 agli oltre 54 000 del 2019 con una vera e propria esplosione demografica, si è andata configurando come un quartiere della limitrofa Pescara integrandosi senza soluzione di continuità nel tessuto urbano del capoluogo adriatico. Nel 1988 l'inaugurazione della stazione di Pescara Centrale fu accompagnata da un contestuale arretramento della linea ferroviaria: allontanata dalla costa e ricostruita in sede sopraelevata a ridosso delle colline, la variante ha coinvolto anche Montesilvano, liberando il comune da numerosi passaggi a livello e consentendo la riunione di quartieri in precedenza separati tra loro. Il precedente tracciato, che taglia al centro tutta la fascia costiera dei due comuni, è stato in seguito riconvertito in una strada interdetta al traffico privato destinata a ospitare la filovia di Pescara.
In seguito al suo rapido sviluppo, Montesilvano è divenuta la terza città abruzzese per numero di abitanti e uno dei centri principali dell'area metropolitana di Pescara, superando anche i capoluoghi di provincia Chieti e Teramo, e a coronamento dell'importanza acquisita in pochi anni il decreto del presidente della Repubblica Francesco Cossiga dell'agosto 1989 le ha attribuito il titolo di città.

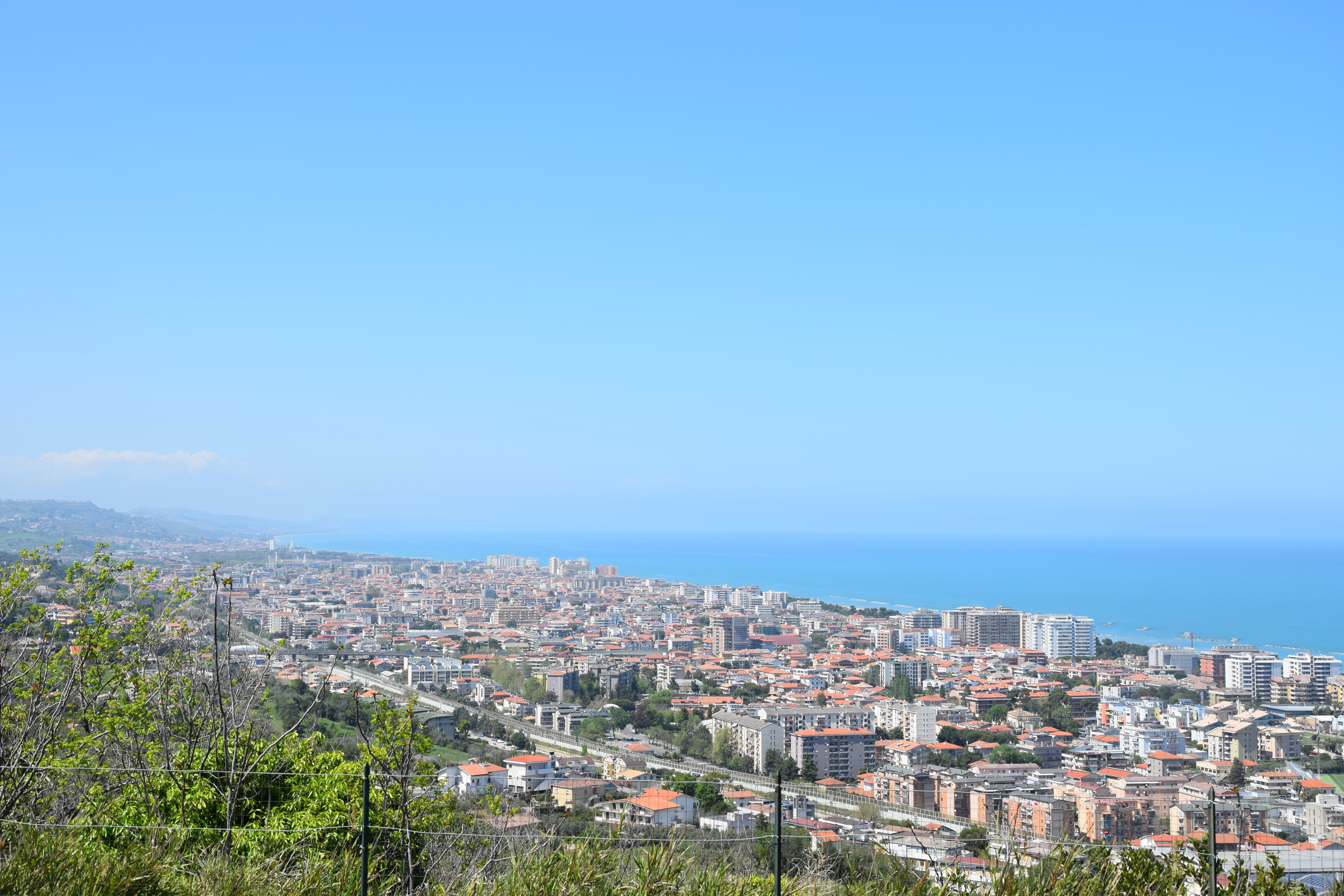
Montesilvano vista dal colle del Telegrafo a Pescara

#### Nuova Pescara
In data 25 maggio 2014 i residenti dei comuni di Pescara, Montesilvano e Spoltore si sono espressi in un referendum a favore dell'istituzione di un nuovo unico comune. Partecipò al voto il 69,46% degli aventi diritto e di questi il 64% si espresse a favore della fusione (a Montesilvano ha risposto Sì il 52,23% dei votanti. Ha prevalso il Sì anche a Pescara con il 70,32% e a Spoltore con il 51,15%). La relativa legge regionale è stata approvata in data 8 agosto 2018, fissando il 1º gennaio 2022 come data di nascita del nuovo comune. La scadenza è stata differita in un primo momento al 1º gennaio 2023 e successivamente al 2027.

## Monumenti e luoghi d'interesse

### Architetture religiose

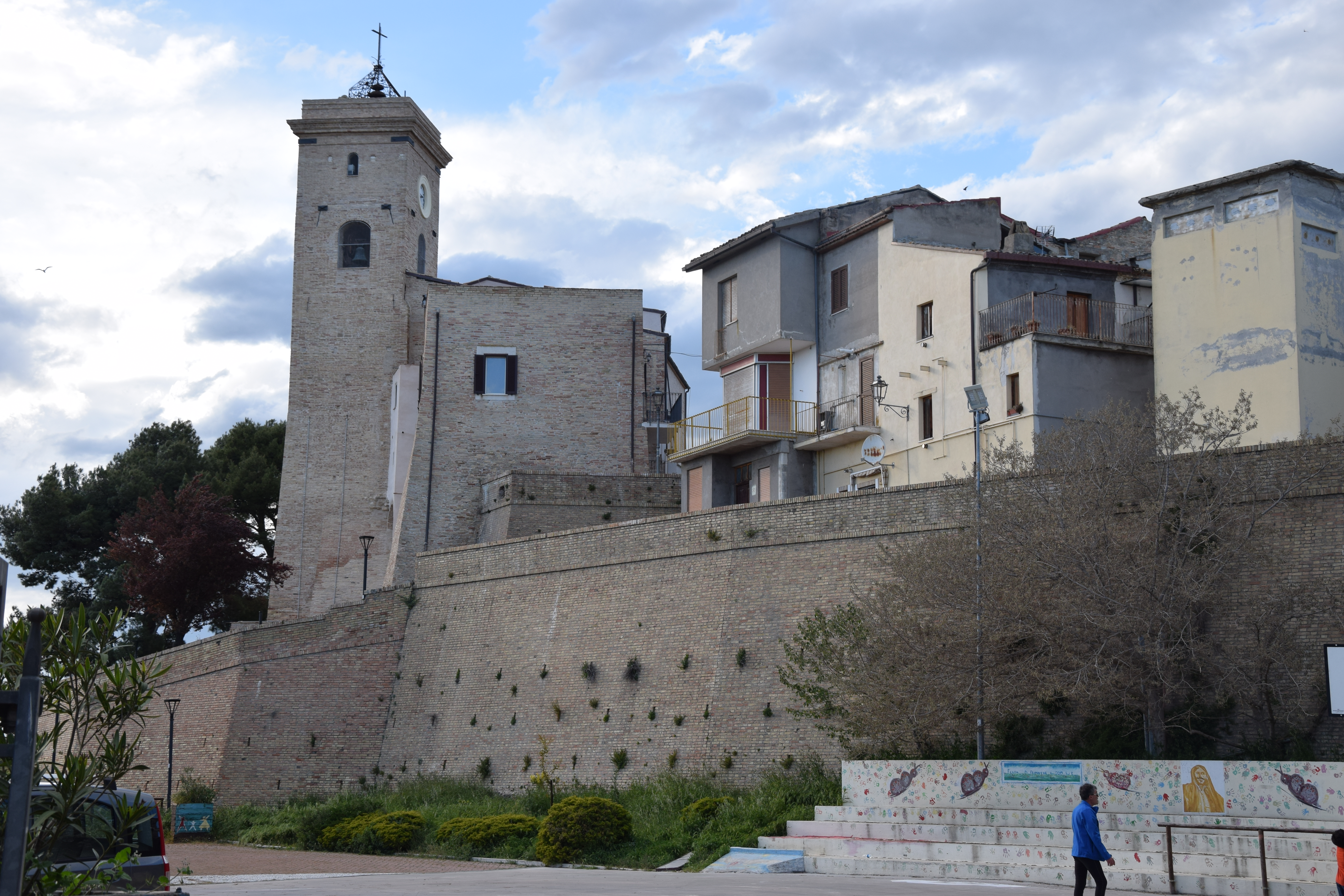
Chiesa di san Michele Arcangelo

#### Chiesa di San Michele Arcangelo
Edificata XII secolo sul sito di una precedente cappella paleocristiana dedicata a San Quirico a Montesilvano Colle, il suo stile fortificato dalle forme austere con mattoni a vista richiama le costruzioni del periodo normanno. Fulcro del centro storico, è la chiesa più antica della città.

#### Chiesa della Madonna della Neve

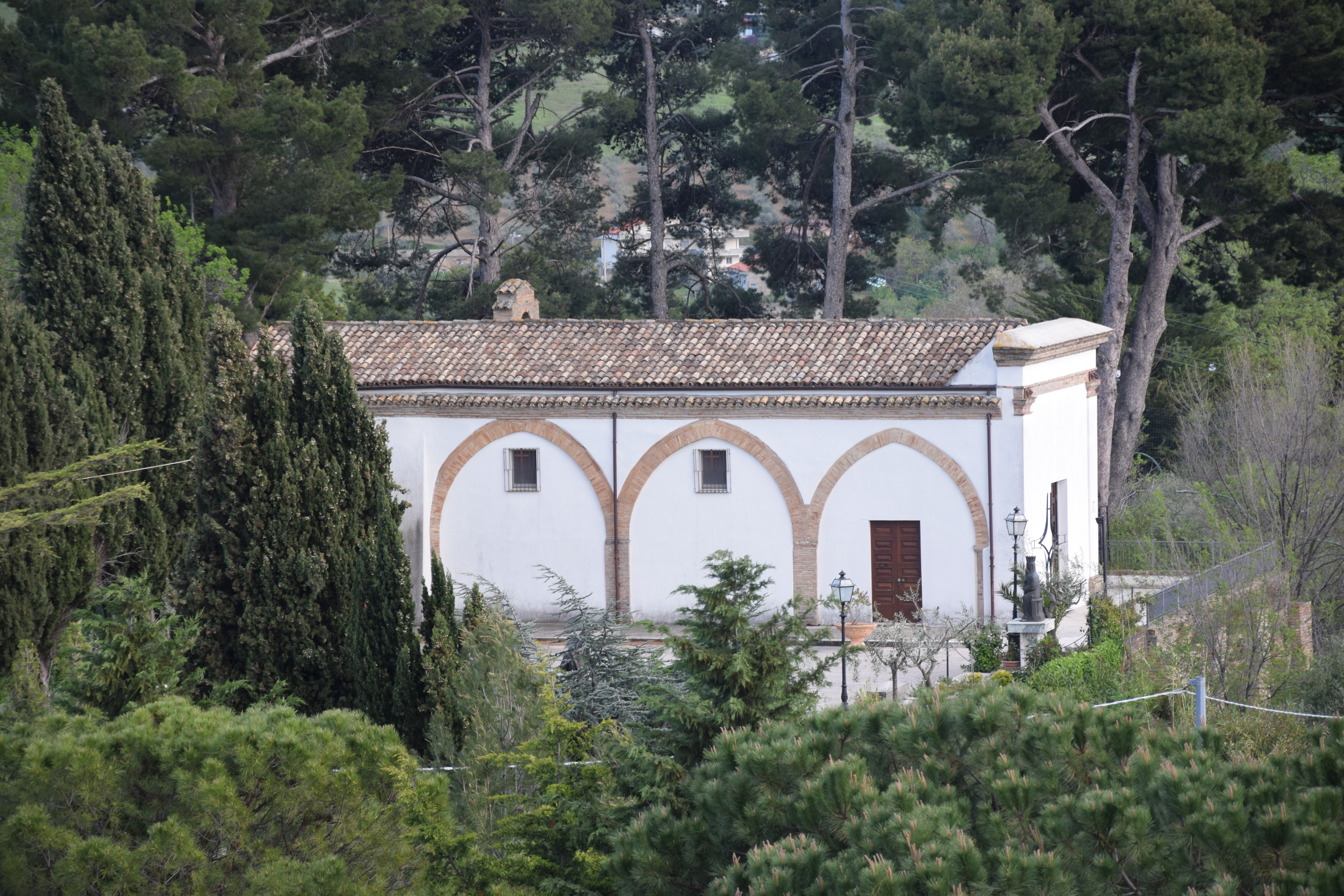
Chiesa della Madonna della Neve

Risalente al XIII secolo, è una delle chiese più antiche di Montesilvano ed è l'unica rimanenza di un più ampio complesso conventuale di età medievale. Al suo interno sono presenti diversi affreschi, di cui alcuni troppo deteriorati per una certa identificazione.

#### Chiesa della beata Vergine Maria del monte Carmelo

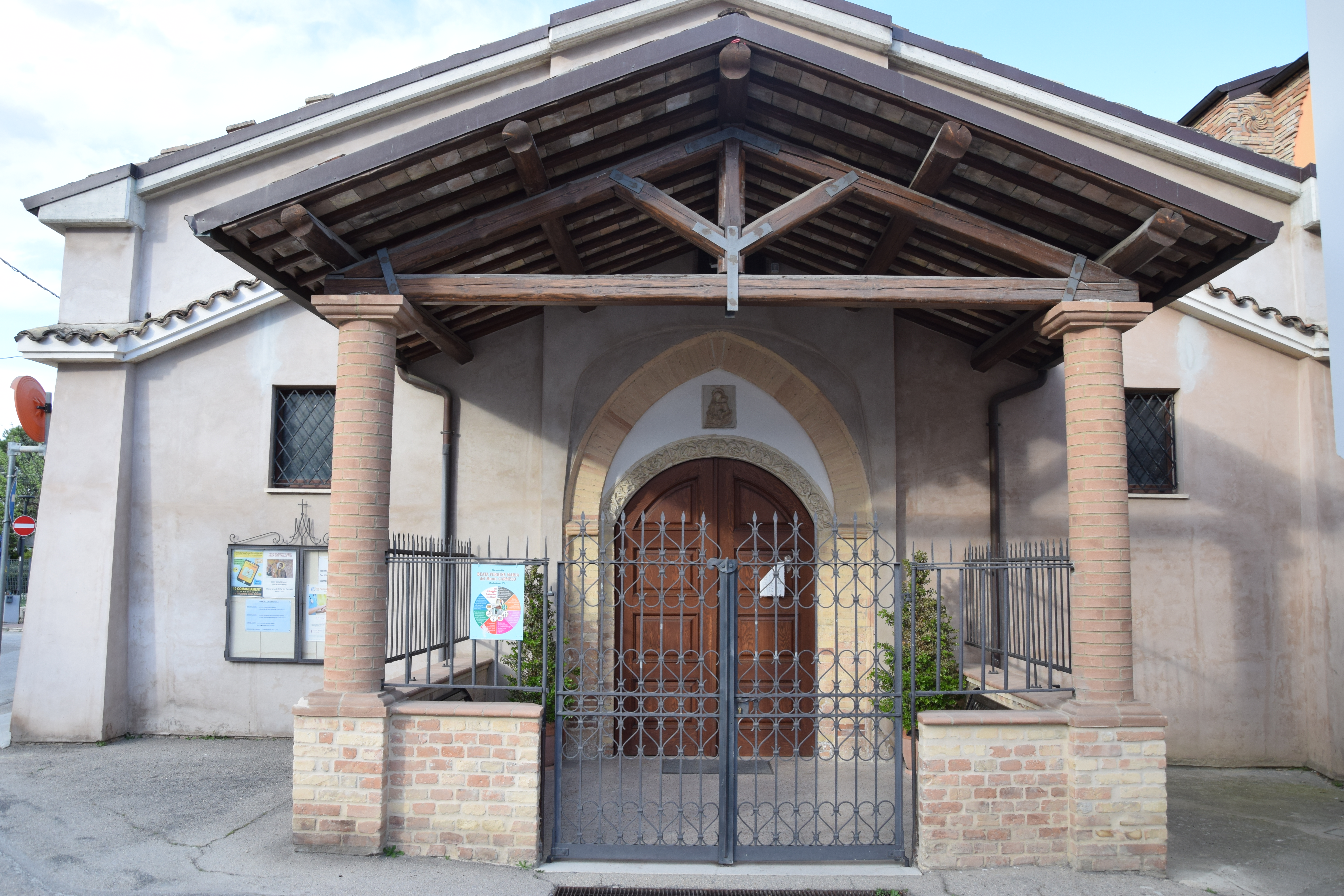
La chiesa della beata Vergine Maria del monte Carmelo

La piccola cappella di stile romanico era già attestata da un documento del 1115, e venne edificata sui resti di un precedente tempio pagano pertinente l'antico abitato di Statio ad Salinas, il piccolo insediamento romano sorto intorno ad una mansio nella zona Villa Carmine.

#### Chiesa di Sant'Antonio di Padova

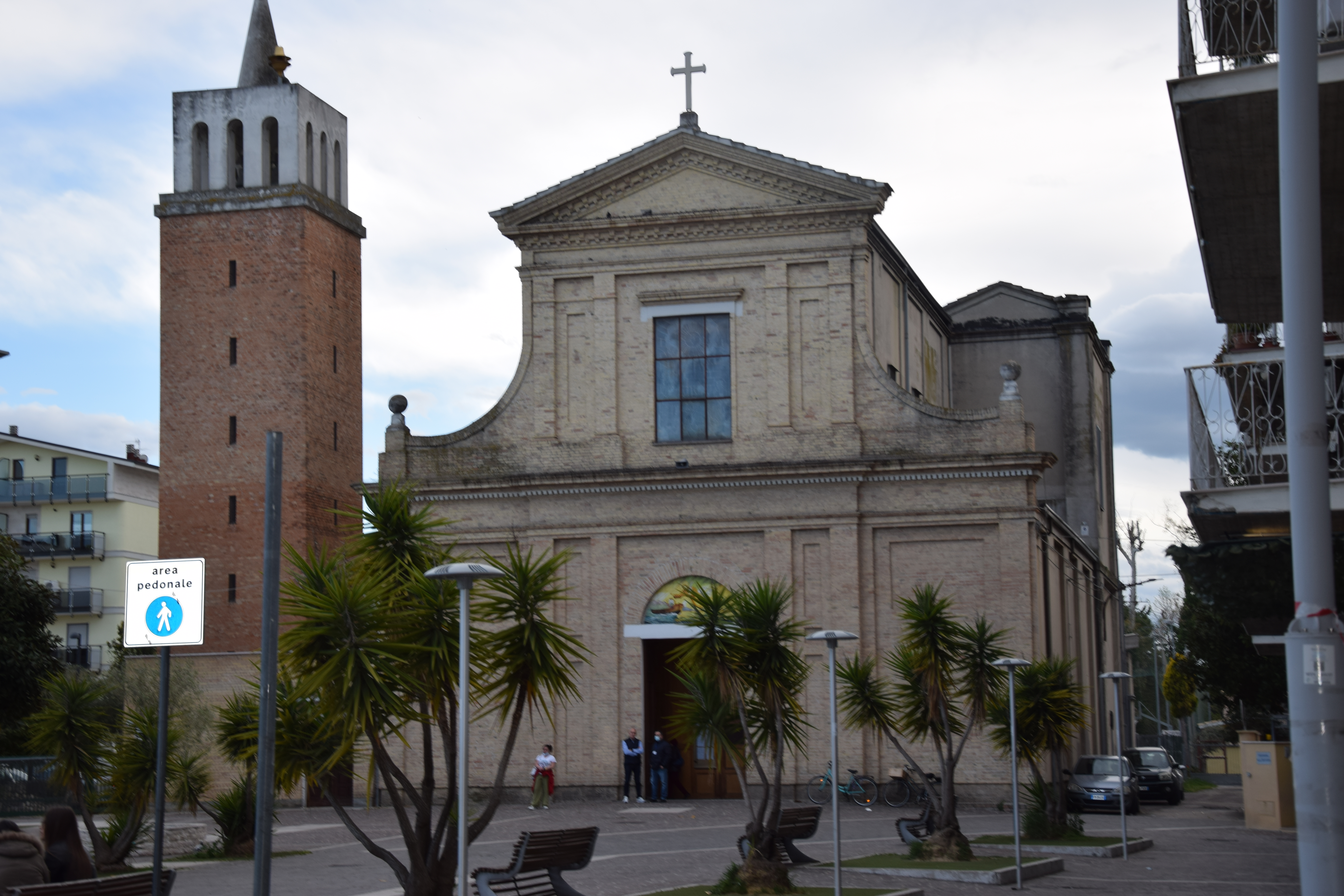
Chiesa di Sant'Antonio di Padova

Uno dei primi edifici di culto della contrada marina, la chiesa fu realizzata nel 1933 su progetto di Beniamino Angelozzi. Ha pianta rettangolare classica, progettata in uno stile tra il tardobarocco e il neoclassico, fatta eccezione per il campanile, in stile tardo razionalista. La facciata, interamente in muratura, dalle forme semplici, è tripartita e movimentata da specchiature. Il portale centrale è inquadrato da quattro paraste interrotte al primo livello da modanatura dentellata.
Le stesse paraste al secondo livello, inquadrano un finestrone centrale, e sostengono il timpano triangolare di chiusura.

#### Chiesa di San Giovanni Bosco
La chiesa, edificata nel 1965, ha pianta rettangolare con facciata a capanna e portale pseudo romanico con un campanile a torre; l'interno è a tre navate con volte a crociera.

#### Chiesa della Beata Maria Madre della Chiesa
Realizzata nel 1994 su progetto originale di Pier Luigi Nervi, la chiesa presenta all'esterno un volume di cemento armato privo di rivestimento. La facciata è caratterizzata da un portico d'ingresso, sovrastato da un rosone vetrato. L'interno è a pianta quadrata romboidale, caratterizzato da quattro pilastri angolari, con struttura reticolare, che si inarcano fino a convergere verso il centro, formando una croce in pianta, e una cupola in alzato.

### Architetture civili

#### Ex colonia marina "Stella Matutina"

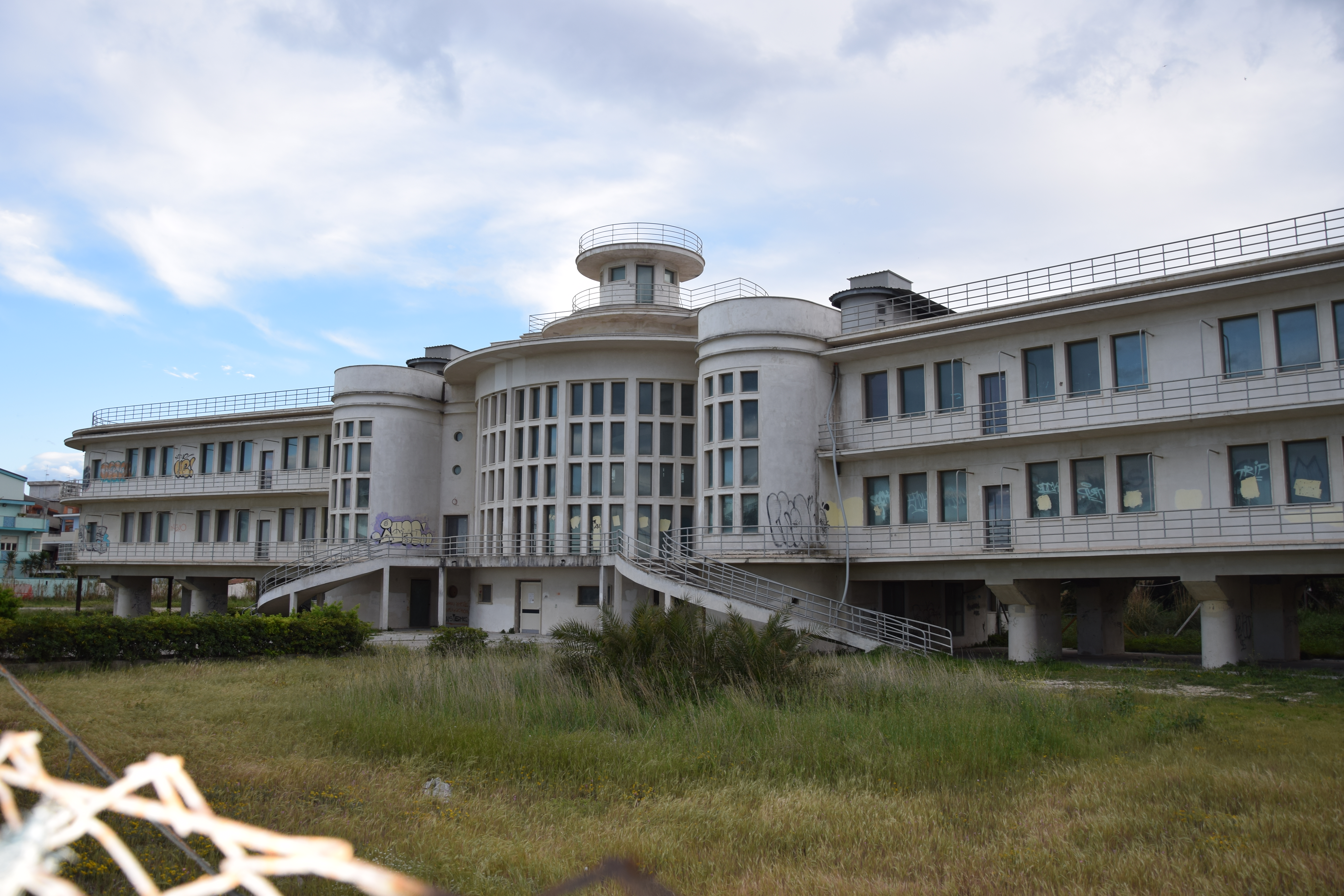
L'ex colonia marina "Stella Matutina", nota come "Stella Maris"

La ex colonia Stella Matutina (detta "Stella Maris") fu progettata dall'architetto Francesco Leoni nel 1936. L'edificio, eretto fra il 1938 e il 1939, ha una pianta ispirata alla forma di un aeroplano. Uno dei pochi esempi abruzzesi di architettura futurista, sorge sulla riviera montesilvanese ai margini della riserva naturale Pineta di Santa Filomena.

#### Palazzo Delfico
La palazzina, dal tipico stile gentilizio ottocentesco, sorge nel borgo collinare e fu sede del comune di Montesilvano sino al 1926, quando i fascisti locali trasferirono forzatamente la sede comunale nella zona della marina.

#### Villa Delfico
La villa ottocentesca, a pianta pressoché quadrata, si imposta su due piani e fu residenza della famiglia Delfico nella zona marina. Successivamente alla rapida espansione del centro urbano il nuovo quartiere che andò a circondare la villa ne prese il nome.

#### Pala Dean Martin
Il centro congressi, tra i più grandi della regione, è intitolato all'attore e cantante Dean Martin, di origini montesilvanesi, e si sviluppa su due livelli. La struttura, punto di riferimento dell'area metropolitana di Pescara, è situata nel quartiere Grandi alberghi, dov'è presente una forte concentrazione di strutture ricettive. Durante la pandemia di COVID-19 in Italia sono stati trasferiti nella struttura anche la biblioteca comunale, la scuola civica di musica e teatro, gli uffici di informazione e accoglienza turistica e alcune classi scolastiche.

### Aree naturali
Lungo la parte meridionale della riviera, sino al confine con Pescara, si estende la riserva naturale Pineta di Santa Filomena. Sono presenti inoltre diversi parchi e giardini pubblici.

### Altro

#### Ponte Filomena Delli Castelli
Ponte strallato lungo 188,6 metri che superando il fiume Saline collega la riviera di Montesilvano a Marina di Città Sant'Angelo. Inaugurato a dicembre 2019 alla foce del Saline, il ponte è dedicato a Filomena Delli Castelli, sindaco della città negli anni 1950, e comprende anche una pista ciclabile dedicata alla ciclovia Adriatica, andando a completare il tratto montesilvanese.

#### Colonnetta

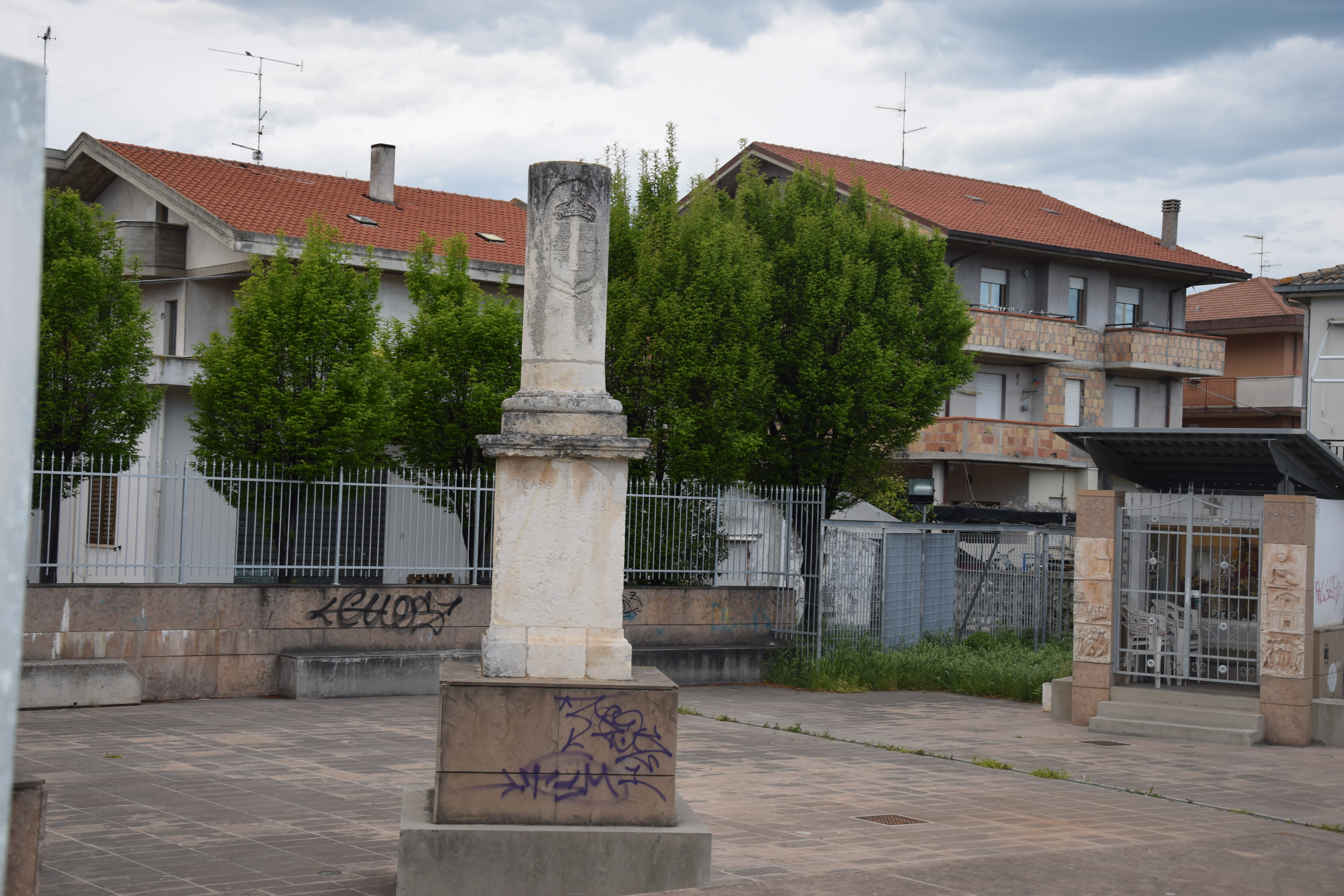
La colonnetta recante il fregio sabaudo

Il cippo stradale detto Colonnetta, inciso con lo stemma sabaudo e risalente alla costruzione della strada che collega la via Vestina con Montesilvano Colle, da il nome al quartiere in cui sorge. Le origini dell'incisione, attribuita al primo periodo post unitario, non sono mai state del tutto chiarite.

## Società

### Evoluzione demografica

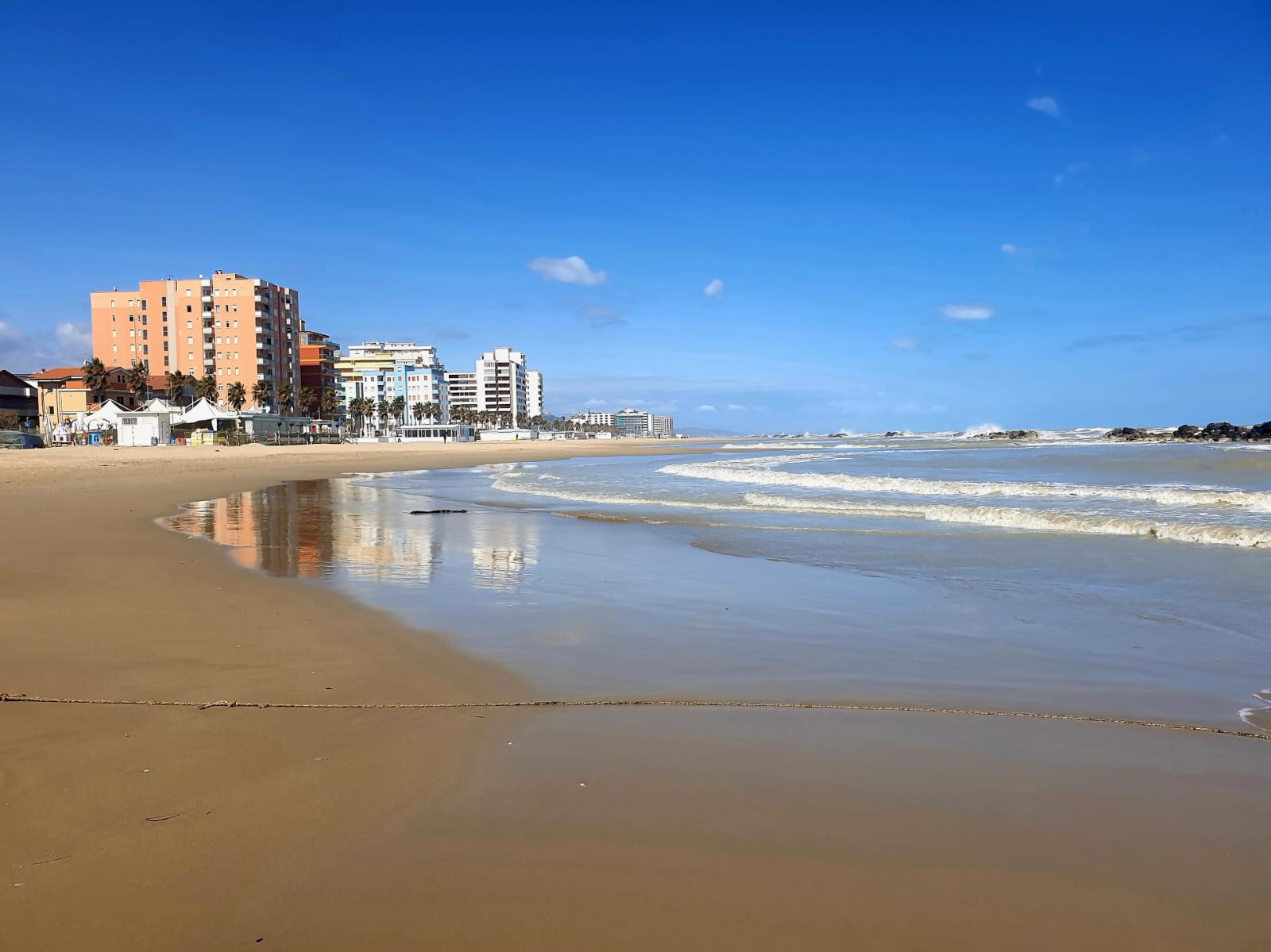
Spiagge di Montesilvano

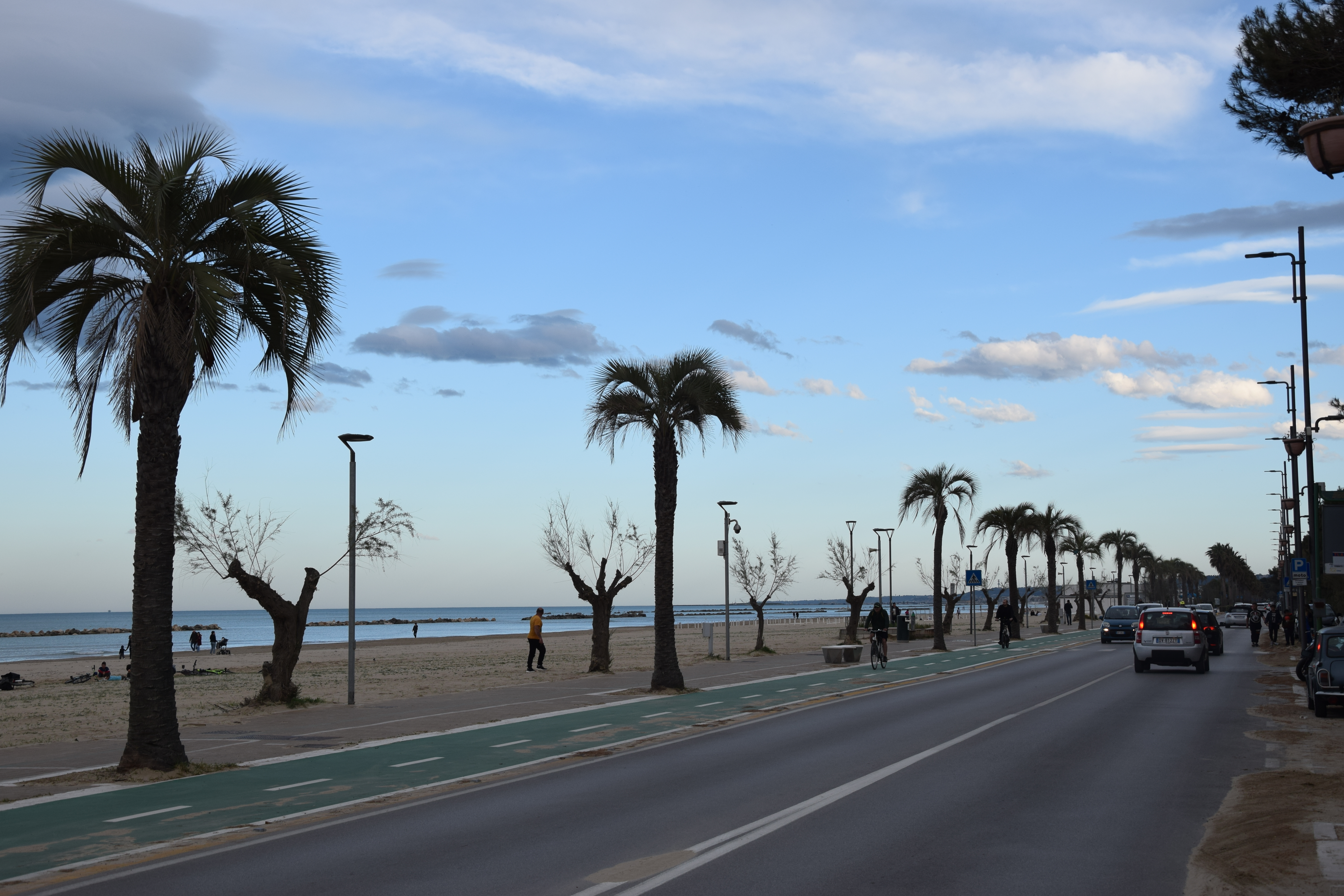
La riviera nella zona della pineta di Santa Filomena

A partire dal periodo del miracolo economico italiano, Montesilvano si è sviluppata demograficamente a un ritmo vertiginoso, diventando la terza città dell'Abruzzo per abitanti, superando i capoluoghi Chieti e Teramo. La contiguità con Pescara giustifica questo boom demografico senza paragoni in Abruzzo.
Abitanti censiti

### Etnie e minoranze straniere

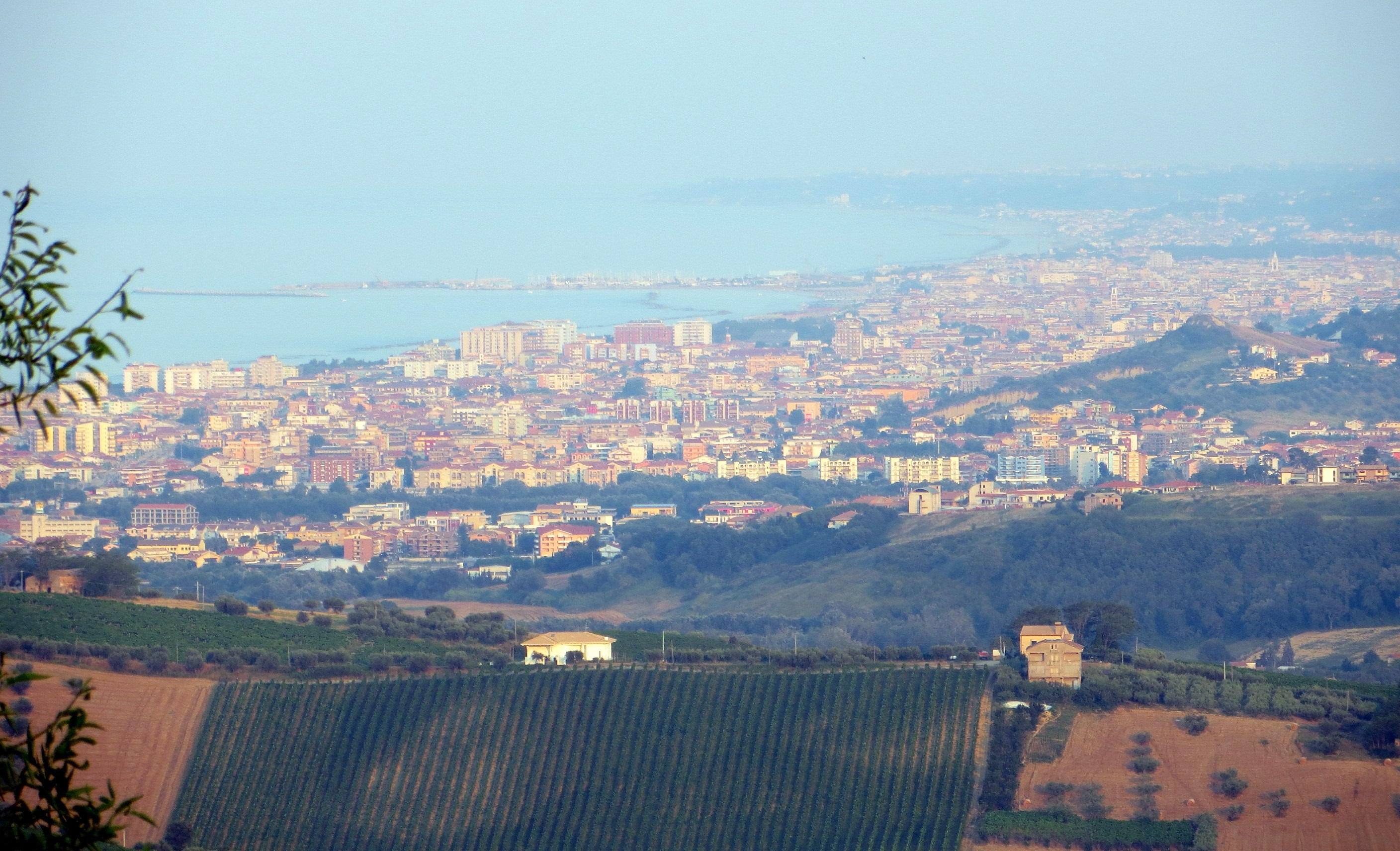
Montesilvano e Pescara viste da Città Sant'Angelo

Al 31 dicembre 2020 nel comune risiedevano, su un totale di 53 344 abitanti, 4 297 stranieri che rappresentavano quindi l'8,06% della popolazione. Le cinque comunità più numerose provenivano dai seguenti Paesi:

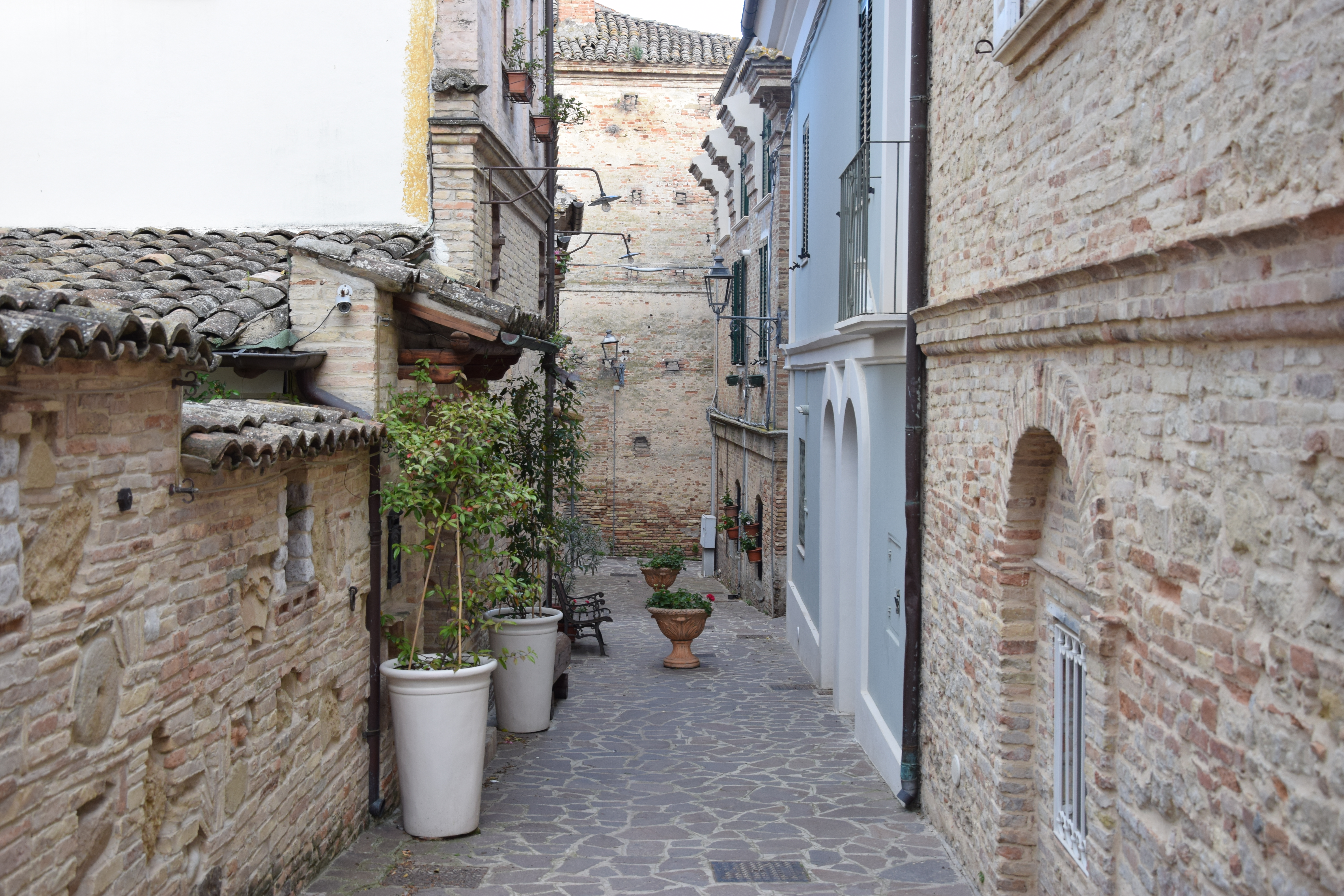
Vie del centro storico

| Pos. | Cittadinanza | Popolazione |
| ---- | ------------ | ----------- |
| 1    | Romania      | 1 029       |
| 2    | Senegal      | 484         |
| 3    | Ucraina      | 437         |
| 4    | Albania      | 363         |
| 5    | Nigeria      | 220         |

### Lingue e dialetti
Il dialetto di Montesilvano si presenta come una variante non molto dissimile del dialetto pescarese, e potrebbe essere definito come "pescarese settentrionale". Fenomeno importante da evidenziare è quello per cui mentre la parlata delle generazioni più giovani risulta totalmente coincidente con quella della confinante Pescara, nelle generazioni più anziane di parlanti sono invece rinvenibili non pochi elementi che differenziano in modo parziale il montesilvanese dal pescarese, quali:
- l'utilizzo delle forme cuštë e cullë (costui e colui) in luogo di cussù e cullù;
- l'aggettivo andrë (altro/a) al posto di atrë;
- la forma avverbiale ssà (in questo luogo) invece che a èssë o èssë;
- i suffissi dell'imperfetto in -èjë, tipici dell'area vestina, anziché in -èvë (facèjë invece di facèvë);
- un'apertura ancora maggiore delle vocali rispetto a Pescara, dovuta alla maggiore prossimità di Montesilvano con la provincia di Teramo, dove il fenomeno si manifesta nel modo più vistoso.

### Istituzioni, enti e associazioni
Ha sede in città un distretto sanitario di base con centro erogazione servizi della ASL 3 Pescara.

## Cultura

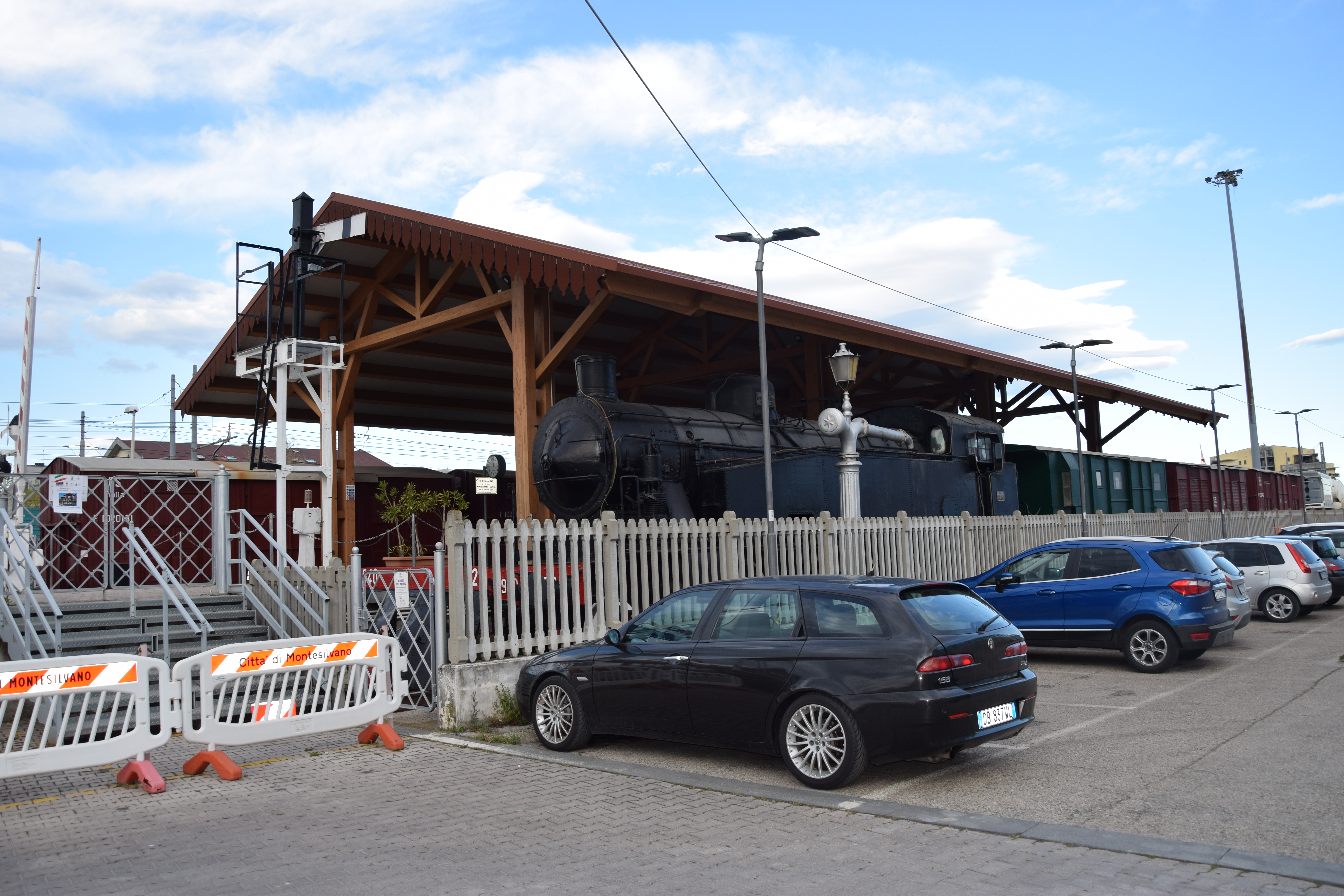
Il Museo del Treno

### Istruzione
Sono attive in città, oltre a diverse scuole primarie e secondarie di primo grado, due scuole secondarie di secondo grado, ovvero un liceo scientifico e un istituto tecnico tecnologico ed economico. Nel Palazzo dei servizi e della cultura è inoltre presente la biblioteca comunale "Emidio Agostinone".

#### Musei
Nel mese di aprile 2009 è stato inaugurato il Museo del Treno, avente sede in aree dismesse del demanio ferroviario presso la stazione cittadina. Espone tre locomotive, di cui una a vapore, alcuni carri merci del primo Novecento del tipo FS F1925 e altri veicoli di interesse storico. Gran parte dei rotabili sono stati preservati dalla demolizione, e il museo è di proprietà comunale. Espone anche una collezione ferromodellistica di plastici funzionali e diorami statici riproducenti luoghi e stazioni ferroviarie abruzzesi del Novecento.

### Cinema
A Montesilvano è ambientato il film del 1999 La guerra degli Antò, che ha come protagonisti quattro giovani punk che cercano di sfuggire alla monotonia della vita di provincia e a una fittizia chiamata alle armi, e sempre in città furono girate alcune scene esterne del film La maestra di sci del 1981.

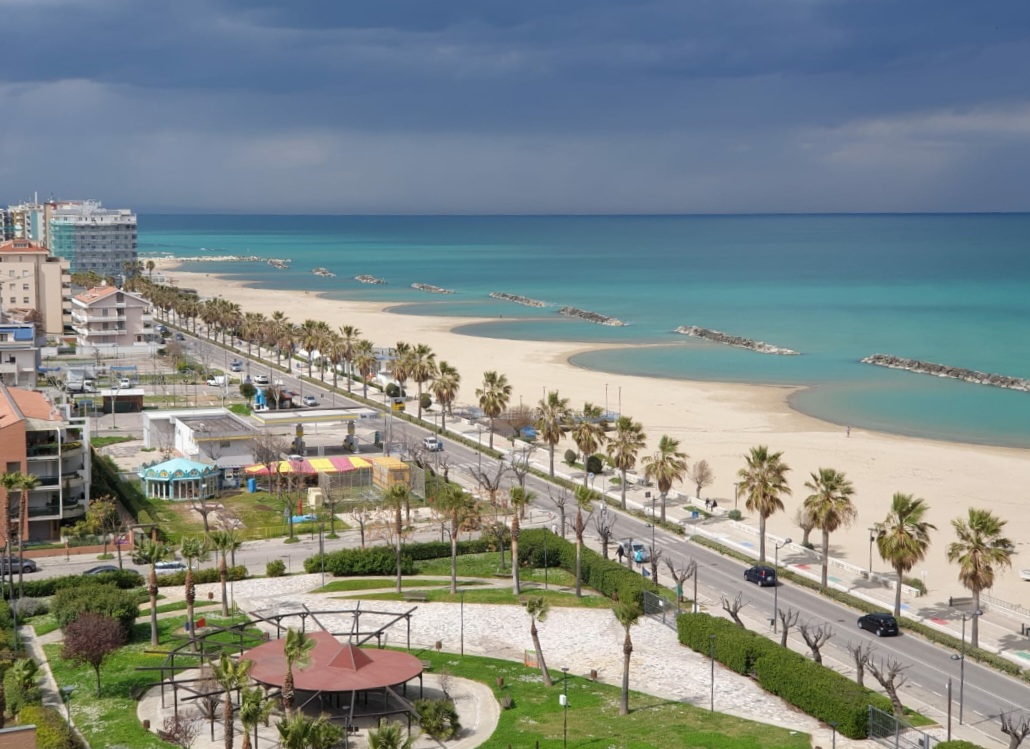
La riviera cittadina

## Geografia antropica
Il centro urbano di Montesilvano è in massima parte concentrato nella parte costiera e pianeggiante del comune. Nei colli retrostanti, separato dal tessuto urbano, sorge il piccolo borgo del centro storico, la frazione Montesilvano Colle, dove sono presenti sezioni delle mura di cinta e l'antica chiesa di San Michele.
L'area pianeggiante del comune, che seguendo la sponda meridionale del fiume Saline e la costa adriatica assume la forma di una L, si divide in vari quartieri:
- Villa Carmine e Colonnetta: i quartieri, posti lungo la via Vestina nella valle del Saline, rappresentano l'espansione cittadina verso l'interno. Il quartiere Colonnetta prese il nome dalla stele commemorativa della costruzione della via per Montesilvano Colle, presumibilmente decorata con un fregio sabaudo al passaggio del re Vittorio Emanuele II diretto verso Teano. Nella zona più prossima al fiume Saline, sorge la zona industriale cittadina.
- Centro città: la zona centrale della città, sorta all'incrocio fra la via Vestina e la statale Adriatica, si è sviluppata solamente nella seconda metà del XX secolo, a ridosso della stazione ferroviaria di Montesilvano.
- Grandi Alberghi: il quartiere, posto tra la linea ferroviaria, la foce del fiume Saline e la riviera, prende il nome dalla presenza di numerose strutture ricettive ivi impiantate già dagli anni 1960. L'urbanizzazione del quartiere, nonostante la costruzione di centri commerciali e complessi condominiali, non è ancora completa, e restano ancora ampi spazi verdi fra la linea ferroviaria e la costa adriatica.
- Villa Verrocchio, Villa Canonico e Villa Verlengia: posti lungo la statale Adriatica, sono i principali quartieri dell'espansione urbana del XX secolo. Queste zone, fino agli inizi del XX secolo occupate da ville rurali e piantagioni, vennero massicciamente edificate, tuttavia la scarsa programmazione causò un disordine urbanistico e la pressoché totale assenza di piazze o luoghi d'aggregazione[53], al di fuori dell'estesa riserva naturale Pineta di Santa Filomena sul lungomare, dove sorge anche la storica colonia balneare "Stella Maris", costruita negli anni del regime fascista e in seguito caduta in disuso, in attesa di un progetto recupero[54]. Il quartiere Villa Verlengia, al confine con Pescara, ospita anche uno svincolo della tangenziale di Pescara.

## Economia

### Turismo

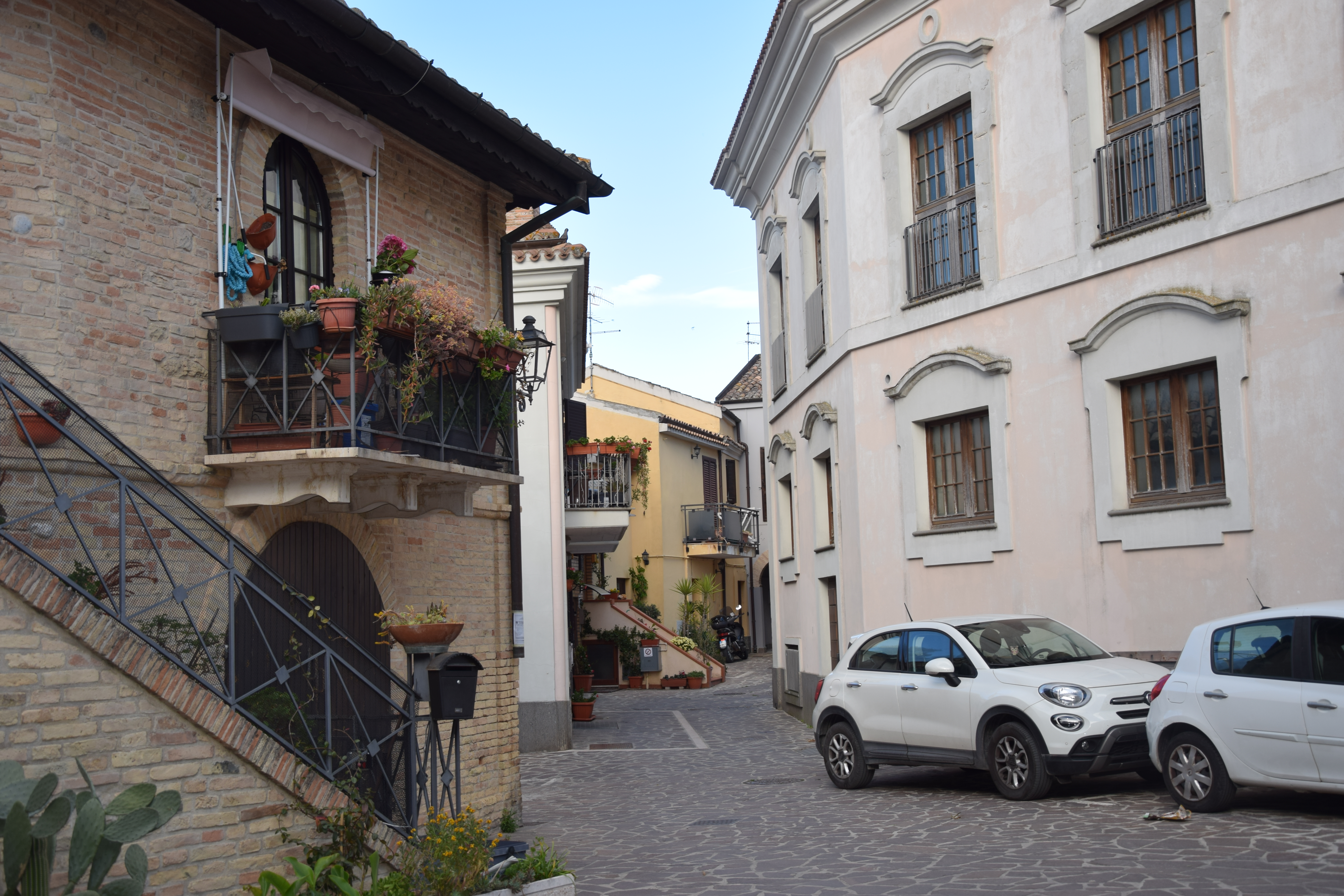
Il borgo di Montesilvano Colle

La città ha una forte vocazione turistica, legata soprattutto alla balneazione estiva ed è infatti il comune abruzzese con la maggiore ricettività alberghiera, concentrata in particolare nella zona settentrionale nel quartiere Grandi alberghi. La consolidata presenza turistica colloca costantemente Montesilvano tra i comuni più visitati della regione. La città è attrezzata anche per ospitare convegni nazionali e internazionali, disponendo nella zona suddetta di un centro congressi dedicato a Dean Martin. La città è inoltre attraversata dalla ciclovia Adriatica e dal 2023 è presente un sentiero escursionistico lungo 5 chilometri nelle colline cittadine, incluso nella rete escursionistica dei sentieri italiani.

## Infrastrutture e trasporti

### Strade
La città, estesa lungo gli assi della SS 16 Adriatica sulla costa e SS 16 bis Adriatica parallelamente al corso del fiume Saline, è servita dalla SS 714 Tangenziale di Pescara e dallo svincolo Pescara nord-Città Sant'Angelo dell'autostrada A14, posto a breve distanza dal centro città nel territorio di Città Sant'Angelo.

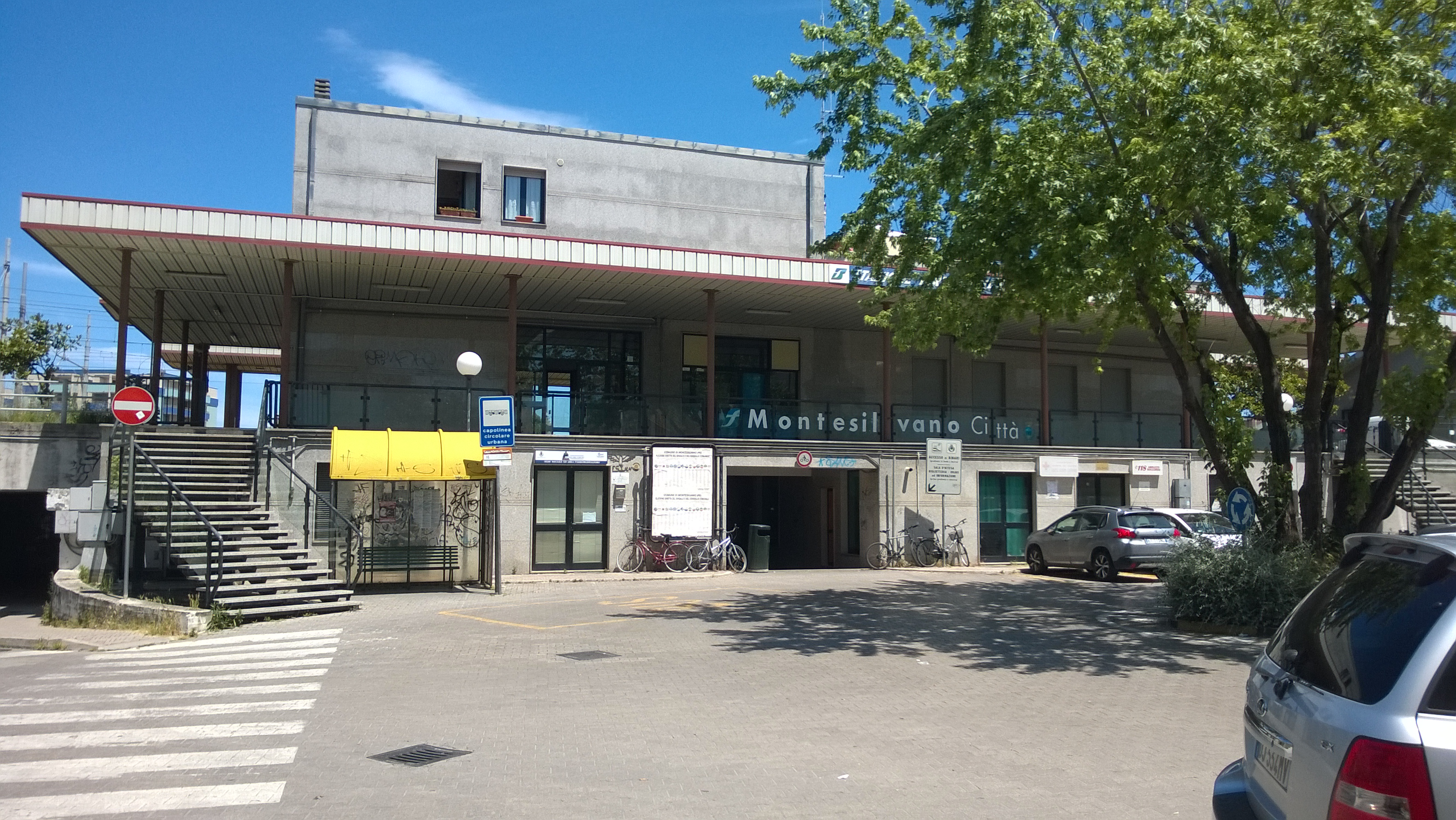
La Stazione di Montesilvano

### Ferrovie
La città è servita da una stazione ferroviaria posta sulla ferrovia Adriatica. Fino al 1963 era attiva anche la ferrovia Pescara-Penne, con le fermate di Villa Carmine, Montesilvano Colle, Montesilvano spiaggia e Villa Verocchio.

### Mobilità urbana
La rete di trasporto pubblico di Montesilvano viene gestita, unitamente con quella di Pescara, dalla Società Unica Abruzzese di Trasporto. 

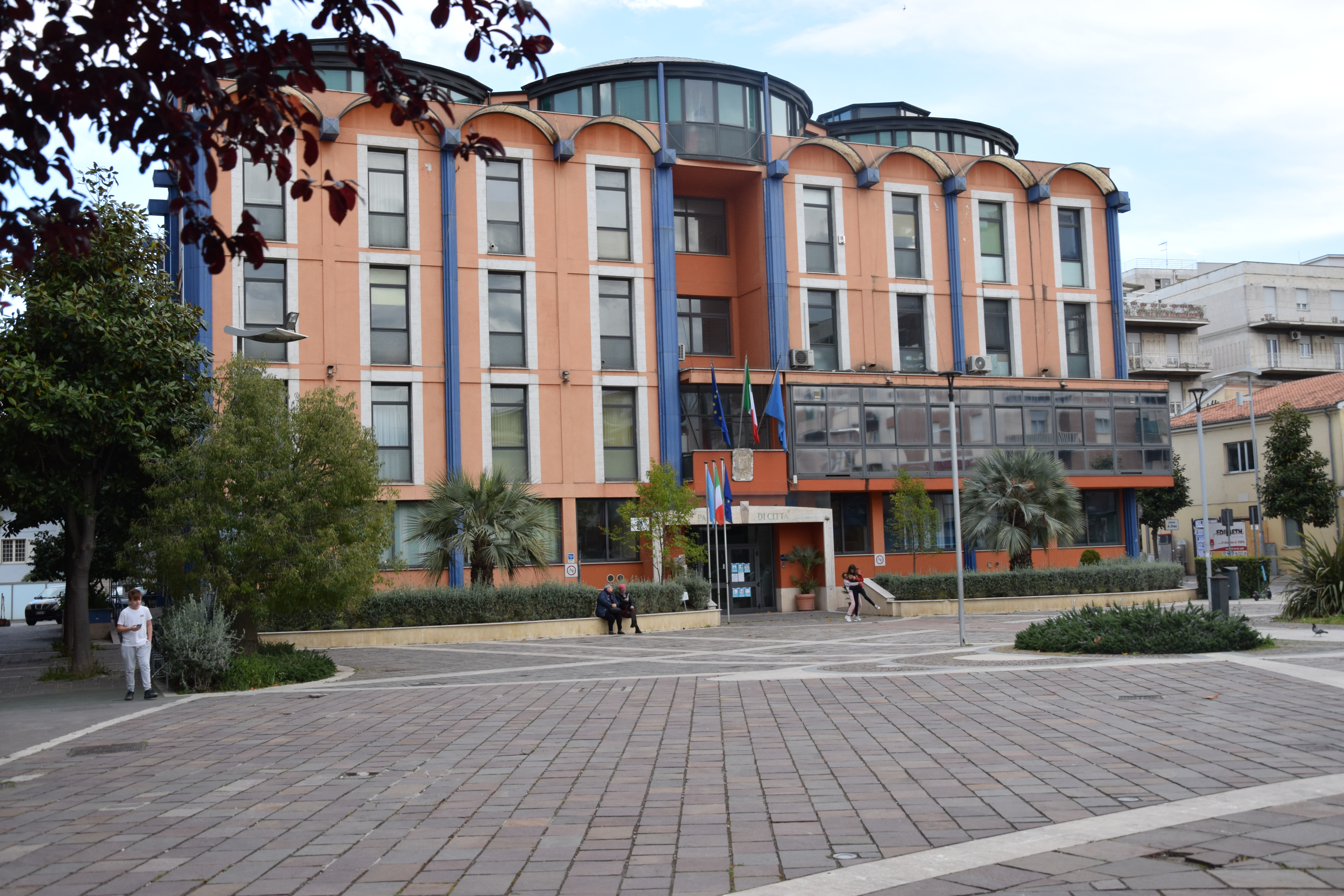
Palazzo Baldoni, sede del comune

Il gonfalone cittadino

## Amministrazione

### Gemellaggi
- Settimo Torinese[58]
- Tighina[59].
- Lahnstein, dal 2016[60]
- Bosanska Gradiška, dal 2018[61]
- Reggio Calabria (patto di amicizia), dal 2009[62]
- Zocca (patto di amicizia), dal 2018[63]

## Sport

### Calcio a 5

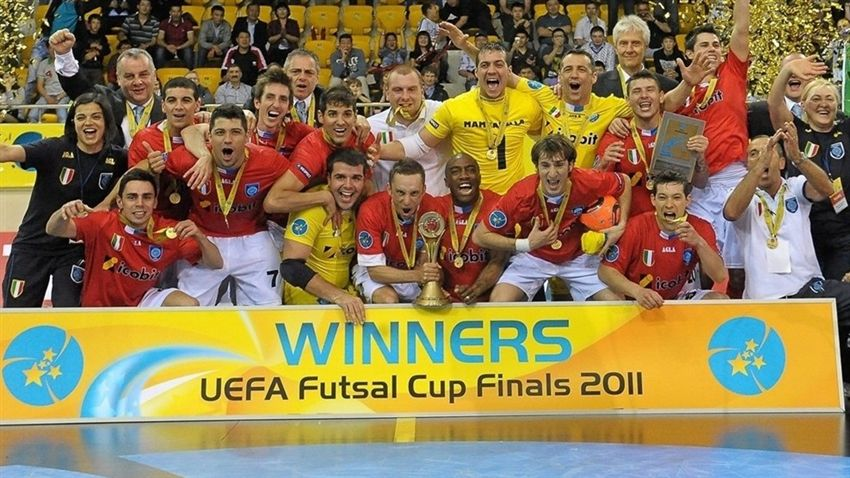
Festeggiamenti per la vittoria della coppa UEFA di calcio a 5 del 2011 del Città di Montesilvano.

Nel calcio a 5 il Città di Montesilvano è stata una delle squadre più blasonate in Italia, avendo vinto anche la Coppa Italia nel 2006-07 e lo scudetto nella stagione 2009-10.
Il 1º maggio 2011 il Città di Montesilvano vince la finale di Coppa UEFA battendo lo Sporting con il risultato di 5-2 laureandosi così campione d'Europa.

### Calcio
La città era sede della squadra di calcio ASD Montesilvano Calcio che, dopo aver giocato per molti anni campionati di Eccellenza e Promozione, nell'estate del 2011 non si iscrive al campionato venendo così radiata. In seguito la principale squadra è divenuta la 2000 Calcio Montesilvano.

### Automobilismo
Il comune era attraversato dal Circuito di Pescara in occasione della Coppa Acerbo, la cui edizione del 1957 fu valida per il campionato mondiale di Formula 1. Una targa lungo via Vestina ricorda il luogo in cui perse la vita Guy Moll, pilota francese di origini algerine che ebbe un incidente durante un sorpasso nell'edizione del 1934.

### Ciclismo
Giro d'Italia
Montesilvano è stata sede della cosiddetta "Grande Partenza" del Giro d'Italia nell'edizione del 2001, con il via ufficiale della corsa dato il 19 maggio dal viale Aldo Moro alla volta di Pescara, dove si concluse la prima tappa (cronometro individuale) con la vittoria del belga Rik Verbrugghe. In totale, la città è stata sede di tappa della "Corsa Rosa" in due occasioni (due partenze).

### RoboCup
A Montesilvano si è tenuta nel 2013 l'edizione italiana di RoboCup Junior (RCJ). Nel 2018 si è tenuta la prima gara europea (EURCJ) di RoboCup Junior, dal 29 maggio al 1 giugno 2018.

### Impianti sportivi
- Stadio Aldo Mastrangelo: impianto principale della città, la struttura dispone di una pista d'atletica a sei corsie ed è dal 2022 affidato in gestione alla Delfino Pescara 1936. Ospita le sessioni di allenamento del Delfino Pescara e le partite domestiche della formazione Primavera.[69] Il 18 novembre 2002 la Nazionale italiana di calcio scelse lo stadio per una seduta di allenamento, prima dell'incontro Italia-Turchia disputato il giorno dopo a Pescara.
- Stadio Galileo Speziale: sito nella zona Grandi alberghi, ospita le partite interne del 2000 Calcio Montesilvano, militante in Eccellenza Abruzzo 2022-2023.
- Palazzetto dello Sport Corrado Roma: con 1540 posti a sedere è il principale palazzetto dello sport cittadino, ed è stato sede di diversi incontri dei XVI Giochi del Mediterraneo di pallavolo e calcio a 5 e della finale della Coppa UEFA 2010-2011 di calcio a 5, vinta dalla squadra locale Città di Montesilvano Calcio a 5.[70]
- Palasenna: nel palazzetto dello sport sono praticati basket, pallavolo, ginnastica artistica, rotellistica e hockey.[71]